# Perozelo
Peroselo es una freguesia portuguesa del concelho de Penafiel, con 4,92 km² de superficie y 1.366 habitantes (2001). Su densidad de población es de 277,6 hab/km².